# Maoricrypta monoxyla
Maoricrypta monoxyla là một loài ốc biển nhỏ hoặc slipper snail, là động vật thân mềm chân bụng sống ở biển trong họ Calyptraeidae. Loài này phân bố ở New Zealand.